# Nieves Navarro
Nieves Navarro (eigentlich Nieves Navarro García, auch bekannt als Susan Scott; * 10. November 1938 in Almería, Spanien) ist eine ehemalige spanische Schauspielerin. Sie spezialisierte sich auf Italowestern, Gialli und Soft-Sex-Komödien und spielte seit ihrer Heirat mit Luciano Ercoli in fast allen seinen Filmen mit. Seit 1989 ist sie nicht mehr als Schauspielerin tätig.

## Leben
Navarro zog zu Beginn der 1960er-Jahre nach Barcelona, wo sie als Model arbeitete. Sie wirkte in Werbefilmen mit und wurde von den Regisseuren Alfonso Balcázar Granda und Jaime Jesús Balcázar für den Film entdeckt, als sie den italienischen Totò-Film Totò d'Arabia (1964) in Spanien mitproduzierten. Navarro spielte die Rolle der Doris, einer britischen Geheimagentin. Nach Rollen in Italowestern, häufig unter dem Pseudonym Susan Scott, spielte sie oftmals erotisch angehauchte Rollen in Gialli und Soft-Sex-Komödien. Im Jahr 1972 heiratete Navarro den italienischen Produzenten und Regisseur Luciano Ercoli; in fast allen seinen Filmen war sie zu sehen. Nachdem sie in den 1980er-Jahren keine für sie interessanten Rollenangebote mehr erhalten hatte, verließ sie die Branche.
Das Ehepaar lebte in Barcelona, ihr Mann verstarb dort im März 2015.

## Filmografie
- 1965: Eine Pistole für Ringo (Una pistola per Ringo)
- 1965: Ringo kommt zurück (Il ritorno de Ringo)
- 1965: Totò d'Arabia
- 1966: Che notte, ragazzi!
- 1966: El Rocho – der Töter (El Rojo)
- 1966: Kiss kiss… bang bang
- 1967: Der Gehetzte der Sierra Madre (La resa dei conti)
- 1967: Der lange Tag der Rache (I lunghi giorni della vendetta)
- 1969: Amarsi male
- 1969: Amor a todo gas
- 1969: Note 7 – Die Jungen der Gewalt (I ragazzi del massacro)
- 1969: Le paria
- 1969: Siete minutos para morir
- 1970: Adios, Sabata (Indio Black, sai che ti dico: Sei un gran figlio di…)
- 1970: Frauen bis zum Wahnsinn gequält (Le foto proibite di una signora per bene)
- 1970: Sartana kommt… (Una nuvola di polvere… un grido di morte… arriva Sartana)
- 1971: Der Tod küsst dich um Mitternacht (La morte cammina con i tacchi alti)
- 1972: Die eiserne Hand des Todes (La morte accarezza a mezzanotte)
- 1972: Hai sbagliato… dovevi uccidermi subito!
- 1972: Schön, nackt und liebestoll (Rivelazioni di un maniaco sessuale al capo della Squadra Mobile)
- 1972: Die Farben der Nacht (Tutti i colori del buio)
- 1973: Haie kennen kein Erbarmen (Troppo rischio per un uomo solo)
- 1973: Die Nacht der rollenden Köpfe (Passi di danza su una lama di rasoio)
- 1974: Chi ha rubato il tesoro dello scia?
- 1974: Il giudice e la minorenne
- 1975: Los hijos de Scaramouche
- 1975: Il vizio di famiglia
- 1976: A.A.A. cercasi spia… disposta spiare per conto spie
- 1976: Liebe ohne Stundenplan (Il medico… la studentessa)
- 1976: Mauricio, mon amour
- 1976: Noi siam come le lucciole
- 1976: Velluto nero
- 1977: La bidonata
- 1977: Nackt unter Kannibalen (Emanuelle e gli ultimi cannibali)
- 1978: Emanuelle und Lolita (Emanuelle e Lolita)
- 1978: Meine drei Cousinen (Cugine miei)
- 1979: Der Idiotenzwinger (L’infermiera nella corsia dei militari)
- 1980: Woodoo-Baby – Sex und schwarze Magie in der Karibik (Orgasmo negro)
- 1981: Honey (Miele di donna)
- 1981: La moglie in bianco… l'amante al pepe
- 1983: El fascista, doña Pura y el follón de la escultura
- 1988: Fiori di zucca
- 1989: Die Villa der Unersättlichen (La casa di piacere)